# Mikojan-Gurewitsch MiG-33

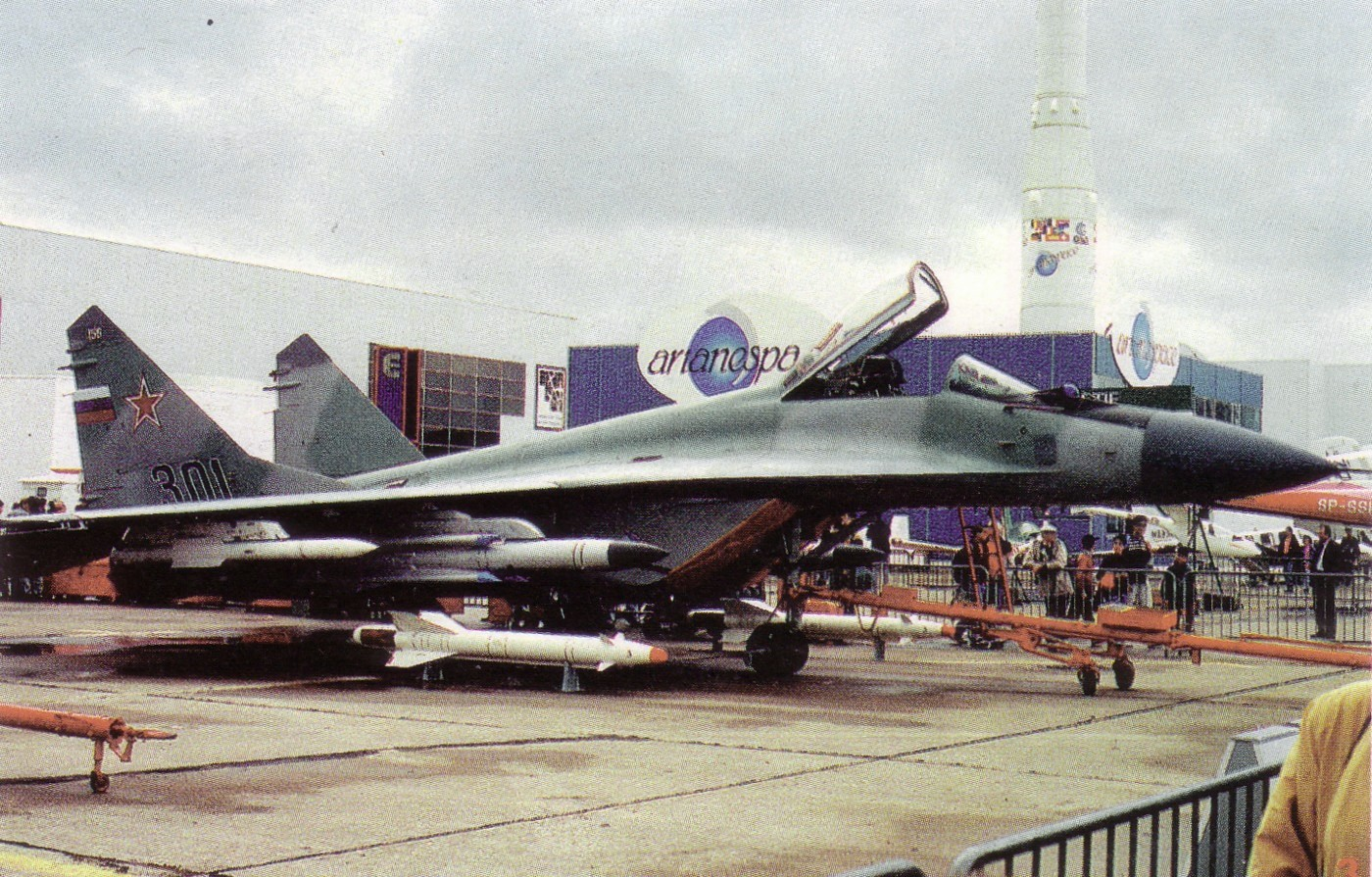
MiG-29M bei der Pariser Luftfahrtschau 1993

Der Name Mikojan-Gurewitsch MiG-33 (russisch Микоян-Гуревич МиГ-33) bezeichnet mehrere Projekte und Kampfflugzeuge des russischen Flugzeugherstellers Mikojan-Gurewitsch. So trug das „Projekt R-33“ zunächst die Bezeichnung MiG-33. Nachdem dieses gescheitert war, wurde der Name MiG-33 noch für die MiG-29ME und -K verwendet. Diese Bezeichnungen wurden allerdings nur vom Hersteller vergeben; das russische Militär hat den Namen MiG-33 bisher nicht verwendet.

## Projekt R-33
Anfang der 1980er Jahre begannen die Arbeiten an dem Projekt R-33. Ziel war es, eine einmotorige Variante der MiG-29 zu entwickeln, die damals noch nicht im Dienst stand. Anlass war vermutlich die sich abzeichnende Leistungsfähigkeit der einfach und kostengünstig konstruierten F-16. Dieses sehr flexibel einsetzbare Flugzeug wurde zunehmend zu einem strategischen Problem für die sowjetischen Streitkräfte, als auch kleine NATO-Staaten wie Belgien, Dänemark, Norwegen und die Niederlande F-16 erhielten. Die MiG-29 war als Gegenstück zur F-16 gedacht, ließ sich allerdings nicht in solch hohen Stückzahlen produzieren. Die R-33 sollte als Gegenstück zur F-16 die MiG-21 und -23 der Staaten des Warschauer Pakts ersetzen, um das Gleichgewicht wieder herzustellen. Die Umkonstruktion der MiG-29 erwies sich allerdings als zu kostspielig. Man stellte das Projekt 1986 ein, als sich herausstellte, dass die R-33 nicht die gewünschte Flexibilität erreichen würde. Der erste Prototyp wurde nicht fertiggestellt.
Teile der Entwicklung flossen später in die chinesische Chengdu FC-1 ein, die Weiterentwicklung der J-7, die ursprünglich europäische und amerikanische Firmen entwickeln sollten. Die Zusammenarbeit wurde nach dem Tian’anmen-Massaker auf politischen Druck hin beendet.

## MiG-29ME
Die MiG-29M war das erste größere Modernisierungsprogramm der MiG-29. Es begann in den frühen 1990er-Jahren und sollte Mängel und Schwächen beheben sowie allgemein eine Kampfwertsteigerung herbeiführen. Deren Exportversion MiG-29ME wurde aus Marketinggründen als MiG-33 „Super Fulcrum“ bezeichnet. Das russische Militär lehnte diese Art der Benennung ab, so dass wieder zur ursprünglichen Bezeichnung zurückgekehrt wurde. Ein Export des Flugzeugs fand nie statt.

## MiG-29K
Die MiG-29K ist eine trägergestützte Variante der MiG-29, die für die sowjetischen Flugzeugträger der Admiral-Kusnezow- und Uljanowsk-Klasse entwickelt wurde. Mit dem Ende der Sowjetunion endete das MiG-29K-Programm, ohne dass eine Serienmaschine der MiG-29K oder ein Prototyp der MiG-29KU gebaut wurde. Die Entscheidung, das MiG-29K-Programm wiederaufzunehmen, basierte auf der zunehmenden Nachfrage nach modernen trägergestützten Kampfflugzeugen, insbesondere aus Ländern wie Indien. Um dem gestiegenen Gesamtgewicht der Flugzeugzelle und den daraus resultierenden schlechteren Flugeigenschaften entgegenzuwirken, wurden die stärkeren Mantelstromtriebwerke Klimow RD-33 verbaut. Es zeigte sich im Projektstadium, dass sich eine navalisierte Ausführung des Trainingsflugzeugs MiG-29UB nicht für Flugzeugträger eignet. Die Sicht im Landeanflug auf das Trägerdeck wäre für den Flugschüler und ganz besonders für den Fluglehrer ungenügend gewesen. Daher wurde die MiG-29KU (Erzeugnis 9-62) entworfen, indem bei einer herkömmlichen MiG-29K im Bereich vor dem herkömmlichen Cockpit ein weiteres separates Cockpit ohne Radar und mit starrer Luftbetankungssonde angebaut wurde. Das Vorgehen war vergleichbar mit der Trainingsausführung der MiG-25. Es wurde ein Mock-Up vom Vorderrumpf erstellt.
Nach einigen Jahren wurde das Programm für eine trägergestützte Version der MiG-29 wieder aufgenommen, um Indien als Kunden zu gewinnen. Diese neue Version ist erheblich überarbeitet und entspricht einer navalisierten Version der MiG-35.
Dieses Modell wird vom Hersteller MAPO erneut als MiG-33 (MiG-33D für die zweisitzige Version) beworben und konnte erfolgreich an die indische Marine exportiert werden. Später hat auch die Russische Marine solche Maschinen beschafft, um die Su-33 zu ergänzen. Dennoch bezeichnet das russische Militär die Maschine weiterhin als MiG-29K.